# Kachikally

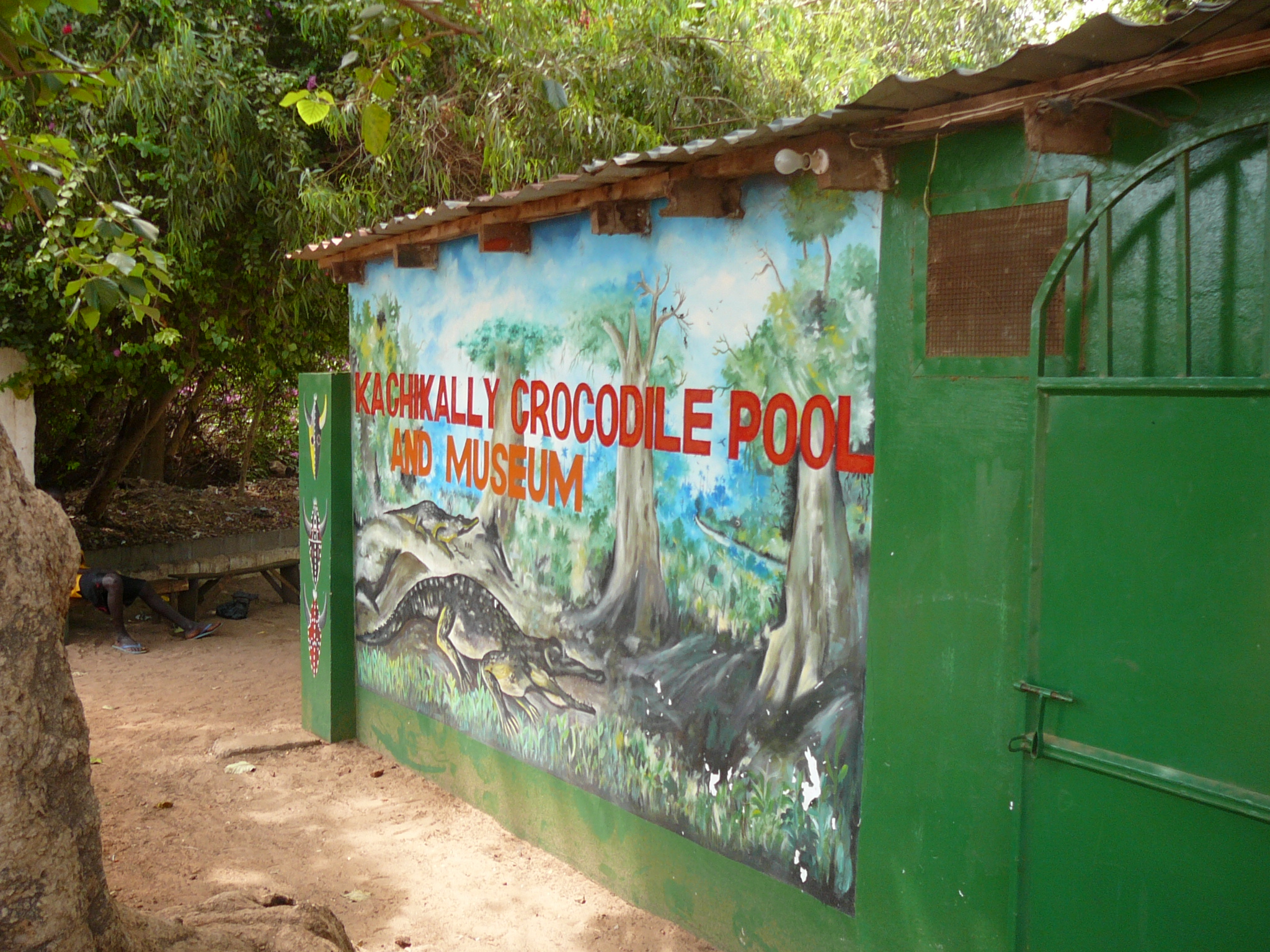
„Kachikally Crocodile Pool“ und Museum

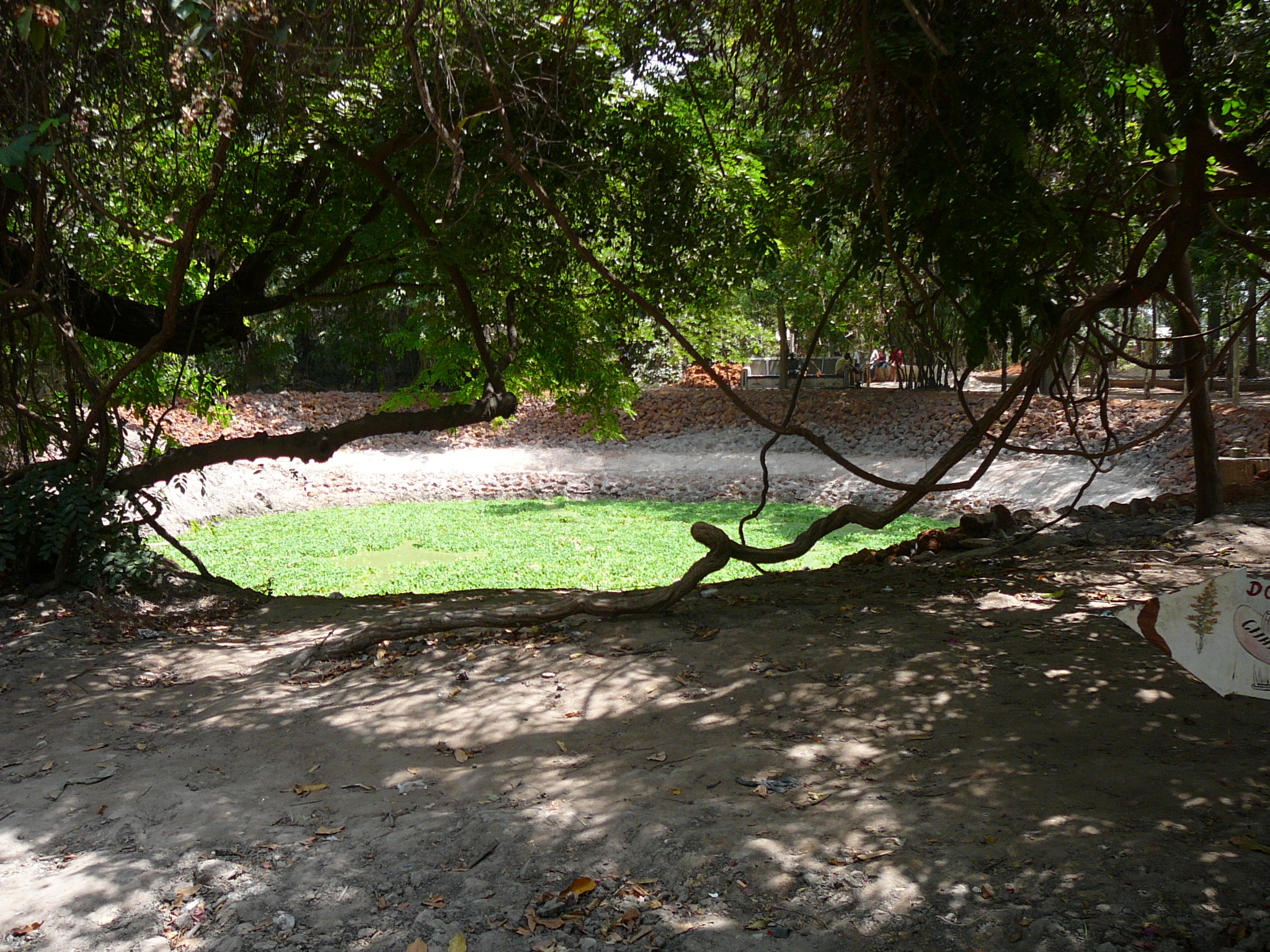
Das heilige Krokodilbecken

Kachikally (Schreibvariante: Katchikally), oder genauer das Heilige Krokodilbecken von Kachikally, ist eine Kultstätte im westafrikanischen Staat Gambia und liegt im Ort Bakau.

## Mythos
Das Krokodil dient in Gambia als heiliges Tier und Fruchtbarkeitssymbol. So sehen die Westafrikaner zum Beispiel im Vollmond nicht den Mann im Mond, sondern ein Krokodil. In Dalasi-Banknoten ist dieses Tier als Wasserzeichen eingearbeitet. Auch gibt es ein Sprichwort, in dem es heißt:

„Erblickst du im Fluss ein weißes Krokodil, kriegst du Kinder viel.“

## Das Becken und die Legende von Kachikally

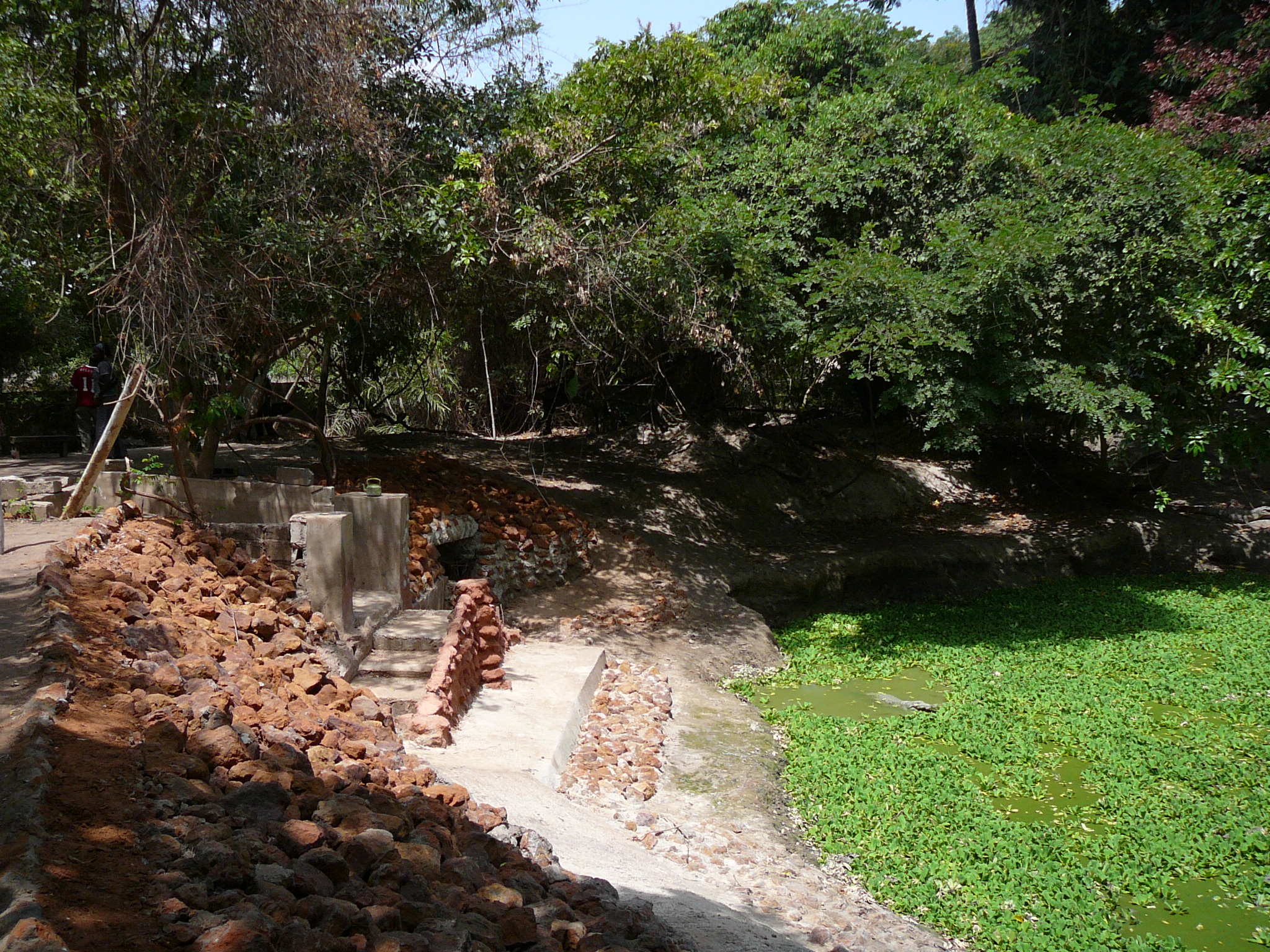
Das heilige Krokodilbecken

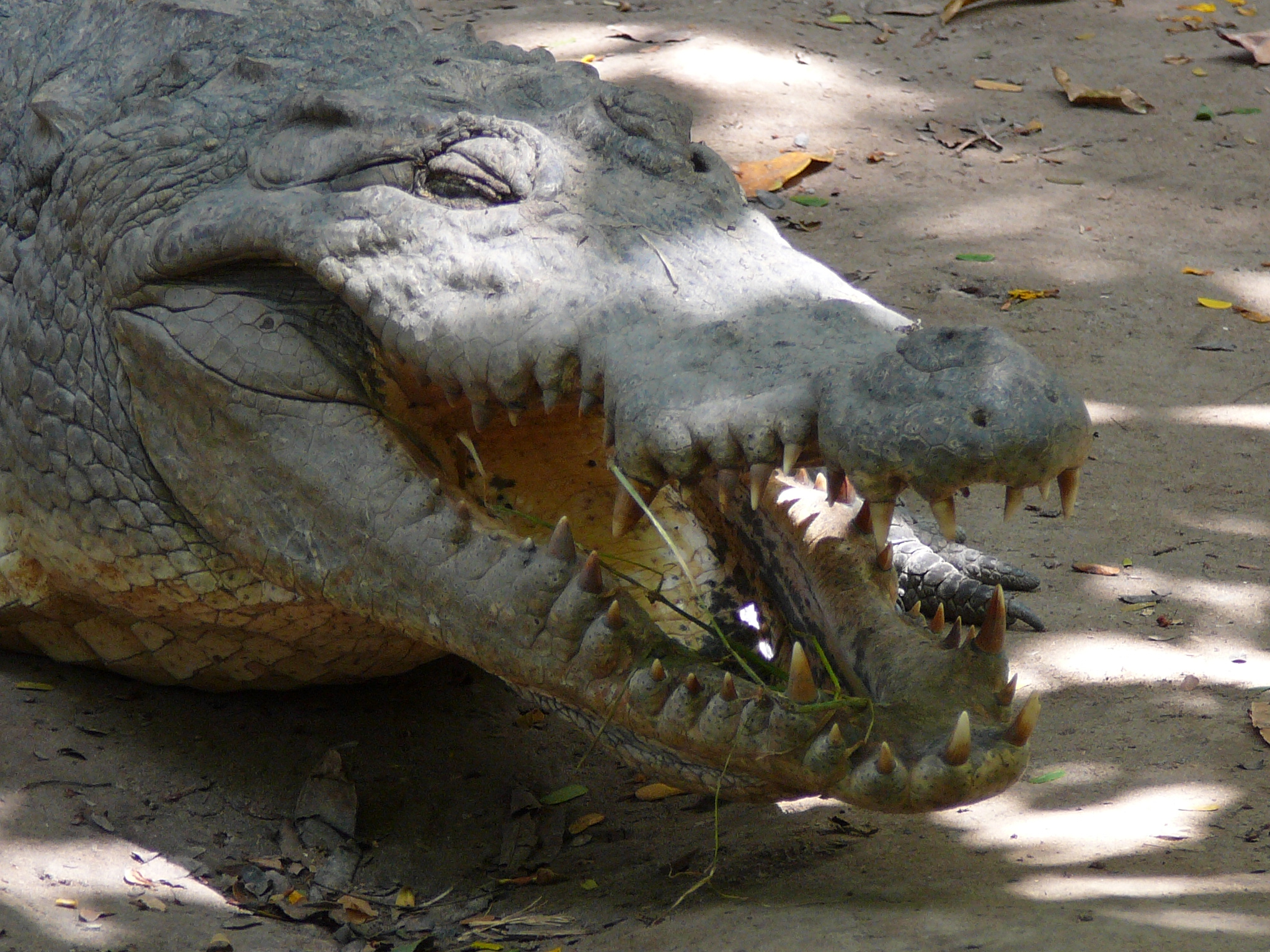
Nilkrokodil

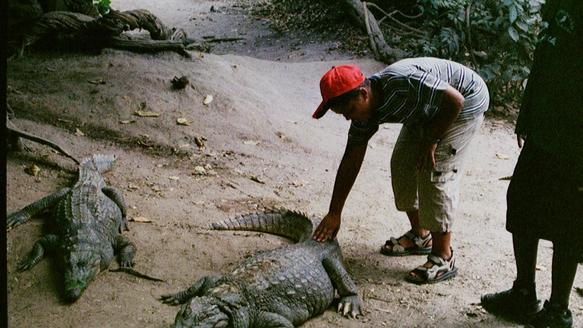
Das Streicheln der Krokodile soll Glück bringen

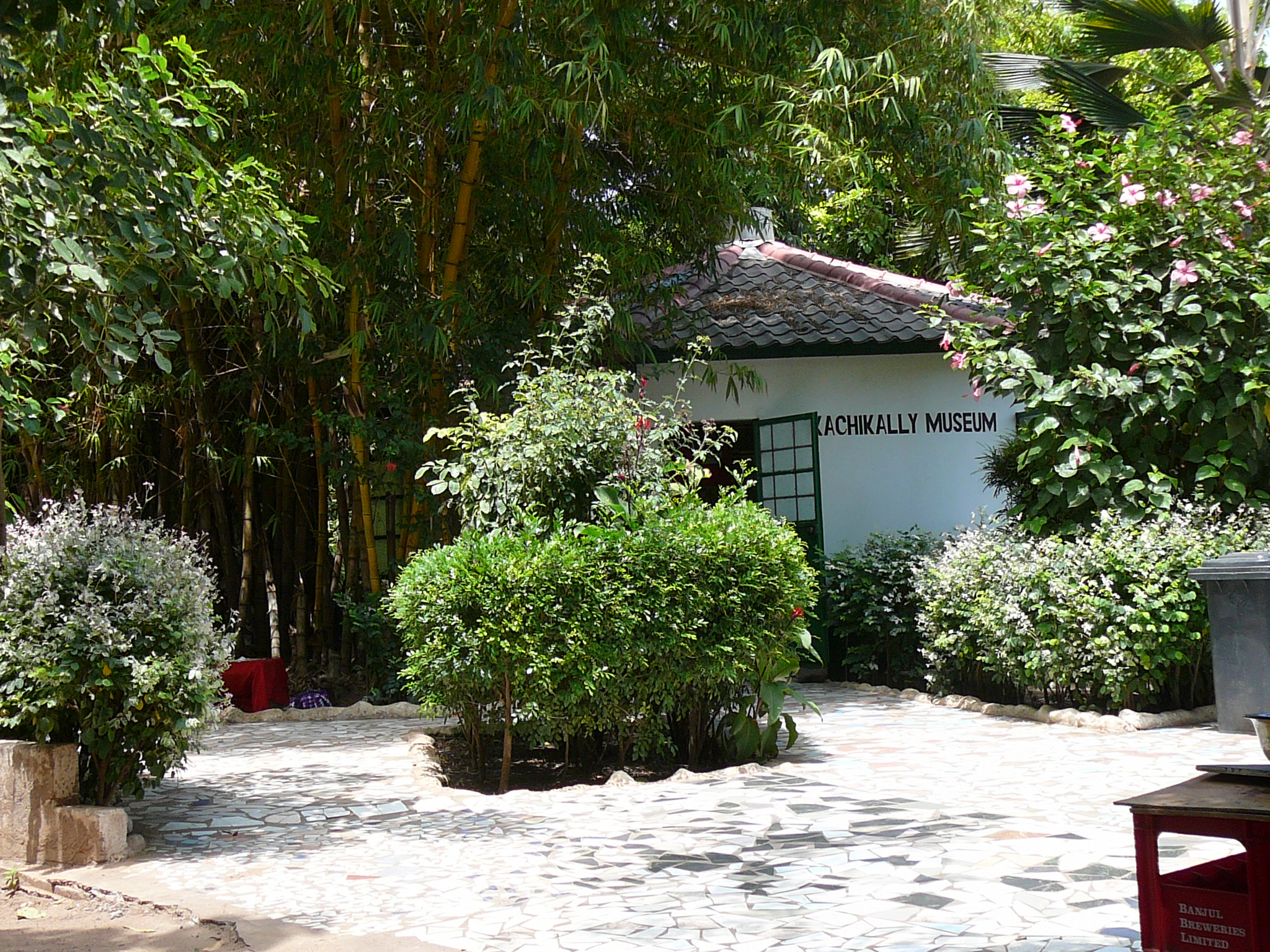
Das Museum

Das heilige Krokodilbecken von Kachikally liegt am südöstlichen Ortsrand von Bakau und wird privat von der Familie Bojang betrieben. Es wird durch einen Bach gespeist, der nach anderthalb Kilometern in den Mangrovenwald des Cape Creek mündet, durch den das Wasser schließlich in den Atlantischen Ozean abfließt. Das Becken ist stark mit Wasserhyazinthen überwuchert und von einer Mauer umgeben und hat zur Trockenzeit einen niedrigeren Wasserstand. Dann wird im Rahmen eines Ritus die Quelle weiter ausgegraben, gleichzeitig werden Stiere geschlachtet und an die Krokodile verfüttert, die sich sonst von Fröschen und anderen kleinen Tieren ernähren. Die Krokodile, deren Zahl auf 70 geschätzt wird, sind heilig – sie dürfen sich frei vermehren. Die Kultstätte ist schon seit Generationen im Besitz der Familie Bojang, vielleicht sogar schon seit dem 13. Jahrhundert. Einer Legende nach siedelte sich Ncooping Bojang im heutigen Bakau an, und eines Tages erhielt er Besuch von einer Frau namens Kachikally, die der Familie von dem Geheimnis des Teiches erzählte:

„Die übernatürlichen Kräfte seines Wassers helfen bei Unfruchtbarkeit und gegen Krankheit, sie wirken sich aber auch positiv auf das Erlangen von Wohlstand und politischer Macht aus.“

Kachikally befahl den Bojangs, diesen heiligen Platz allen zugänglich zu machen und sich zeitlebens um den Pool zu kümmern und sie schickte die Söhne von Ncooping zum Fischen aus. Das erste, was sie fingen, sollten sie dann ins Becken befördern. Es waren zwei kleine Krokodile, die sich nach der Sage bis heute weiter vermehren. Das Wasser des Beckens soll Wunder bewirken, so nehmen die alten Frauen der Bojang-Familie dort heilige Waschungen vor. Sie „behandeln“ Frauen, die beispielsweise keine Kinder bekommen oder deren Kinder vermeintlich durch einen Fluch verstorben sind. Auch werden Münzen auf die Krokodile gelegt und diese dann ins Wasser gestoßen.

## Tourismus
Es gibt in Gambia drei bekannte heilige Krokodilbecken, die unter anderem für den Tourismus betrieben werden. Das meistbesuchte ist das Heilige Krokodilbecken von Kachikally. Daneben gibt es die Anlage des Heiligen Krokodilbeckens von Berending bei dem Ort Barra und eine bei Kartong im Süden des Landes. In der Kultstätte in Bakau dürfen Touristen die Krokodile berühren. Dieses Berühren soll Glück bringen.

## Museen
2004 wurde das Museum eröffnet, das rund tausend historische Objekte der gambischen Geschichte und Kultur zeigt.
Siehe auch Liste der Museen in Gambia